# Grab des Thutmosis
Das Grab des Thutmosis befindet sich in Sakkara und ist von besonderer Bedeutung, da es sich bei Thutmosis eventuell um den Bildhauer handelt, der die Büste der Nofretete schuf.
Das Grab wurde am 24. November 1996 von der Mission Archéologique Française du Bubaseion unter der Leitung von Alain-Pierre Zivie im Bereich des sogenannten Bubasteions gefunden. Es erhielt die Nummer I.19, Die aus zwei Teilen bestehende Grabanlage liegt direkt neben dem Grab der Maia, der Amme von Tutanchamun. Es gibt eine dekorierte und in den Fels gehauene Kapelle und die in den Fels gehauenen Grabkammern, die jedoch undekoriert sind.
Bei dem Grab handelt es sich wahrscheinlich um ein Familiengrab. Eine weitere Person, die in der Dekoration des Grabes genannt wird, ist Kenana, offensichtlich ist das Grab für Thutmosis und Kenana angelegt worden, wobei jedoch Thutmosis eindeutig die wichtigere Person ist. Er trägt den Titel Oberster der Zeichner. Kenana war Oberster der Zeichner am Platz der Wahrheit. Thutmosis und er waren also Kollegen.
Die Kapelle ist relativ klein und misst nur etwa 2,5 mal 2 Meter. Im Zentrum steht ein Pfeiler. Im Osten gibt es eine große Nische. Die Dekoration der Kapelle ist gemalt und als Relief ausgeführt. In dem kleinen Gang, der zur Grabkammer führt, findet sich auf der Westseite ein Bild des Osiris, auf der Ostseite ist das Bild von einer Frau erhalten, doch sind große Teile der Darstellung zerstört. Diese Figuren sind in den Stein als Relief gehauen. Neben der Figur des Osiris auf der Westseite sieht man ein Bild des Kenana und seines Sohnes Pay. Die Figuren sind nur in schwarzer Farbe, ohne Innenzeichnung aufgemalt. Die Südwand der Grabkapelle wird von dem Eingang zur Kapelle eingenommen. Auf der Westseite des Eingangs befindet sich die gemalte Figur des Amenemwia, des Vaters von Thutmosis. Auf der Westwand sieht man Thutmosis und seine Frau stehend mit einem Priester vor ihnen. Die Nordwand der Kapelle zeigt links Osiris in einem Baldachin thronend. Rechts stehen zwei Männer, die ihn anbeten. Es handelt sich vielleicht um Thutmosis und seinen Vater. Die Darstellung ist als Relief gestaltet. Die ganze Ostwand ist der Familie des Kenana gewidmet. Links sieht man Kenana und seine Frau. Vor ihnen sieht man in zwei Reihen verschiedene Familienmitglieder. Im oberen Register befinden sich die Männer, im unteren die Frauen. Die Nische in der Westwand ist ebenfalls ausgemalt. Die Südwand zeigt die beiden Särge von Thutmosis und seiner Frau. Auf der Westwand sieht man Itju, den Sohn des Ehepaares. Die Nordwand zeigt Kenana und dessen Gemahlin, die Ostwand einen stehenden Mann.